# Saison 2013 de l'équipe cycliste FDJ.fr
Vous lisez un « bon article » labellisé en 2014.
La saison 2013 de l'équipe cycliste FDJ.fr est la dix-septième de l'équipe dirigée par Marc Madiot. En tant qu'équipe World Tour, l'équipe participe à l'ensemble du calendrier de l'UCI World Tour, du Tour Down Under en janvier au Tour de Pékin en octobre. Parallèlement au World Tour, FDJ.fr peut participer aux courses des circuits continentaux de cyclisme.
Commençant la saison sous le nom de FDJ, l'équipe française prend le nom de FDJ.fr en cours de saison. Les principaux coureurs de cette formation sont Thibaut Pinot ainsi que les sprinteurs Arnaud Démare et Nacer Bouhanni.
L'équipe est victorieuse à trente-trois reprises sur le World Tour et deux circuits continentaux mais elle rate son Tour de France. Dix-septième du classement mondial par équipes de l'Union cycliste internationale (UCI), la formation française voit son meilleur représentant, Thibaut Pinot, occuper la trente-troisième place du classement individuel.

## Préparation de la saison 2013

### Sponsors et financement de l'équipe
Depuis sa création en 1997, l'équipe appartient à la Française des jeux, entreprise publique française de jeux de loterie et de paris sportifs, via une filiale, la Société de Gestion de l'Échappée,. L'entité est dirigée depuis ses débuts par Marc Madiot. La Française des jeux, qui renouvelle son partenariat à plusieurs reprises, décide en juin 2010 de s'engager jusqu'à la fin de l'année 2014. Une fois la saison 2013 terminée, ce partenariat est étendu jusqu'en fin d'année 2016. Le budget de l'équipe pour l'année 2013 est de 10 millions d'euros,.
Les cycles Lapierre, fournisseurs de l'équipe cette saison, sont partenaires de la formation française depuis 2002. Début 2013, la marque b'Twin devient pour deux ans le partenaire textile de la structure française,.

### Arrivées et départs

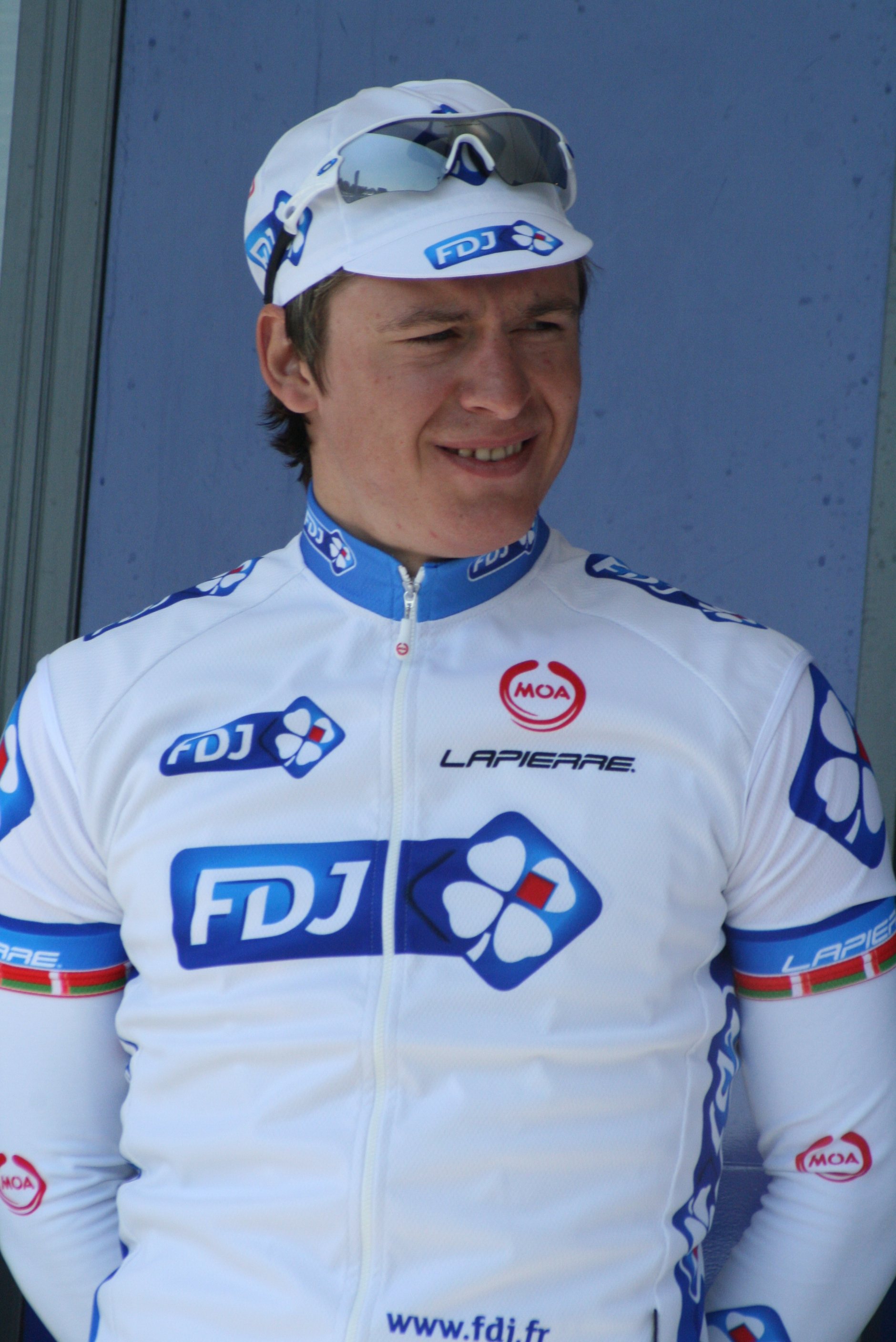
Yauheni Hutarovich quitte la FDJ à l'issue de sa cinquième saison dans l'équipe.

Dès l'ouverture des transferts le 1er août 2012, l'arrivée de Laurent Pichon (Bretagne-Schuller) dans l'équipe FDJ est annoncée. Quinze jours plus tard, Laurent Mangel (Saur-Sojasun) rejoint la formation française. Quelques jours plus tard, Murilo Fischer, en provenance de Garmin-Sharp, et Alexandre Geniez, d'Argos-Shimano, s'engagent à leur tour,. En septembre, Johan Le Bon, coéquipier de Laurent Pichon en 2012, le suit officiellement chez FDJ. Le Bon est accompagné par Émilien Viennet, stagiaire en 2012 dans l'équipe, qui signe là son premier contrat professionnel.
Dans le même temps, six coureurs quittent la formation française. Yauheni Hutarovich, qui partageait le rôle de sprinteur avec les Français Arnaud Démare et Nacer Bouhanni, quitte FDJ-BigMat pour rejoindre AG2R La Mondiale où il retrouve Steve Chainel, deux transferts annoncés en août 2012. Le transfert de Rémi Pauriol dans l'équipe Sojasun est également annoncé en août. En septembre, Arnaud Gérard s'engage dans l'équipe Bretagne-Séché Environnement tandis que Gabriel Rasch rejoint Sky, un mois après s'être annoncé dans l'équipe IAM. Enfin, Frédéric Guesdon dispute lors de Paris-Roubaix 2012 la dernière course de sa carrière. Sous contrat avec FDJ-BigMat jusqu'au 31 juillet 2012, Guesdon entame en 2013 une carrière de directeur sportif dans l'équipe FDJ.
| Arrivées         | Équipe 2012       |
| ---------------- | ----------------- |
| Murilo Fischer   | Garmin-Sharp      |
| Alexandre Geniez | Argos-Shimano     |
| Johan Le Bon     | Bretagne-Schuller |
| Laurent Mangel   | Saur-Sojasun      |
| Laurent Pichon   | Bretagne-Schuller |
| Émilien Viennet  | CC Étupes         |

| Départs            | Équipe 2013                  |
| ------------------ | ---------------------------- |
| Steve Chainel      | AG2R La Mondiale             |
| Arnaud Gérard      | Bretagne-Séché Environnement |
| Frédéric Guesdon   | Directeur sportif FDJ.fr     |
| Yauheni Hutarovich | AG2R La Mondiale             |
| Rémi Pauriol       | Sojasun                      |
| Gabriel Rasch      | Sky                          |

### Objectifs
FDJ reçoit en décembre 2012 sa licence World Tour, ce qui lui donne obligation de participer à l'ensemble des courses de l'UCI World Tour. Marc Madiot, dirigeant de la formation, déclare à propos des objectifs de la saison : « On a une équipe capable de jouer sur tous les terrains, toute la saison ». Pour cela, il compte sur la jeunesse de son effectif et particulièrement Thibaut Pinot, Arnaud Démare, Nacer Bouhanni et Yoann Offredo,,.
Sur les courses à étapes, la structure française compte sur Thibaut Pinot notamment pour être le leader sur le Tour de France. Pinot déclare viser une place parmi les dix premiers. Il est également attendu sur des courses à étapes d'une semaine. Arnold Jeannesson doit mener FDJ lors du Tour d'Italie. Sandy Casar essaie de son côté de disputer et de terminer les trois grands tours de la saison,.
Arnaud Démare et Nacer Bouhanni sont les chances de victoire de FDJ lors des arrivées au sprint, et ils ont chacun un programme spécifique de courses à disputer,. Concernant les classiques, l'équipe enregistre le retour de suspension de Yoann Offredo, son leader sur ce type d'épreuves. Visant principalement les classiques flandriennes, Offredo sera secondé sur ces courses par Matthieu Ladagnous,. Arnaud Démare y est également attendu,.

## Déroulement de la saison

### Janvier-février: début de saison
Le premier coureur de l'équipe FDJ à remporter une victoire lors de la saison 2013 est le cyclo-crossman français Francis Mourey. Après s'être imposé le 2 janvier dans le cyclo-cross de Bussnang, il gagne ensuite le championnat de France de la discipline devant son coéquipier Arnold Jeannesson. Cette septième victoire dans l'épreuve permet à Mourey d'égaler le record de victoires dans la course, détenu conjointement avec Eugène Christophe, Roger Rondeaux et André Dufraisse. Jeannesson devance Mourey deux semaines plus tard lors du cyclo-cross du Mingant à Lanarvily. Au début du mois de février, Mourey est onzième du championnat du monde de cyclo-cross après avoir mené le début de l'épreuve.
Sur route, la saison commence en janvier par la deuxième place d'Arnaud Démare derrière André Greipel (Lotto-Belisol) lors de la première étape du Tour Down Under. Cette place, ainsi que la dixième au classement général de Jussi Veikkanen, permettent à la formation FDJ d'inscrire ses premiers points World Tour de la saison. Dans le même temps, Anthony Roux est quatrième du Grand Prix d'ouverture La Marseillaise. La semaine suivante, Roux termine troisième de l'Étoile de Bessèges après en avoir remporté le contre-la-montre, une étape où quatre coureurs FDJ figurent dans les cinq premiers. Lors du Tour méditerranéen, deux coureurs de l'équipe finissent dans les 10 premiers : Alexandre Geniez neuvième, et Arthur Vichot, dixième.
Le 16 février, sur le Tour d'Oman, Nacer Bouhanni gagne au sprint la dernière étape, Kenny Elissonde est lui huitième du classement général et meilleur jeune, grâce à sa sixième place lors de la quatrième étape qui arrive au sommet de la montagne Verte. Le même jour, Anthony Roux est sixième du Trofeo Laigueglia et Arthur Vichot troisième de la première étape du Tour du Haut-Var. Le lendemain, Vichot, deuxième de la seconde étape, est à égalité de temps au classement général avec les Néerlandais de la formation Blanco Lars Boom et Laurens ten Dam. Vichot est déclaré vainqueur en raison de meilleures places obtenues sur les deux étapes.
Les classiques flandriennes commencent à la fin du mois. Tenant du titre, Arnaud Démare est victime d'une crevaison à quelques kilomètres de l'arrivée du Samyn et ne peut être en mesure de défendre ses chances à l'arrivée pour conserver son titre.

### Mars-avril
FDJ entame mars par la cinquième place de Johan Le Bon lors des Trois jours de Flandre-Occidentale. Le même jour, Geoffrey Soupe commence Paris-Nice par une cinquième place sur le prologue, à deux secondes du vainqueur, Damien Gaudin (Europcar). Le lendemain, Nacer Bouhanni gagne la première étape au sprint et prend la tête de la « course au soleil ». Il chute durant la deuxième étape et doit abandonner l'épreuve. Touché aux dents et à une côte, cette chute le prive de Milan-San Remo. Le premier coureur de l'équipe au classement final est Arnold Jeannesson, treizième.

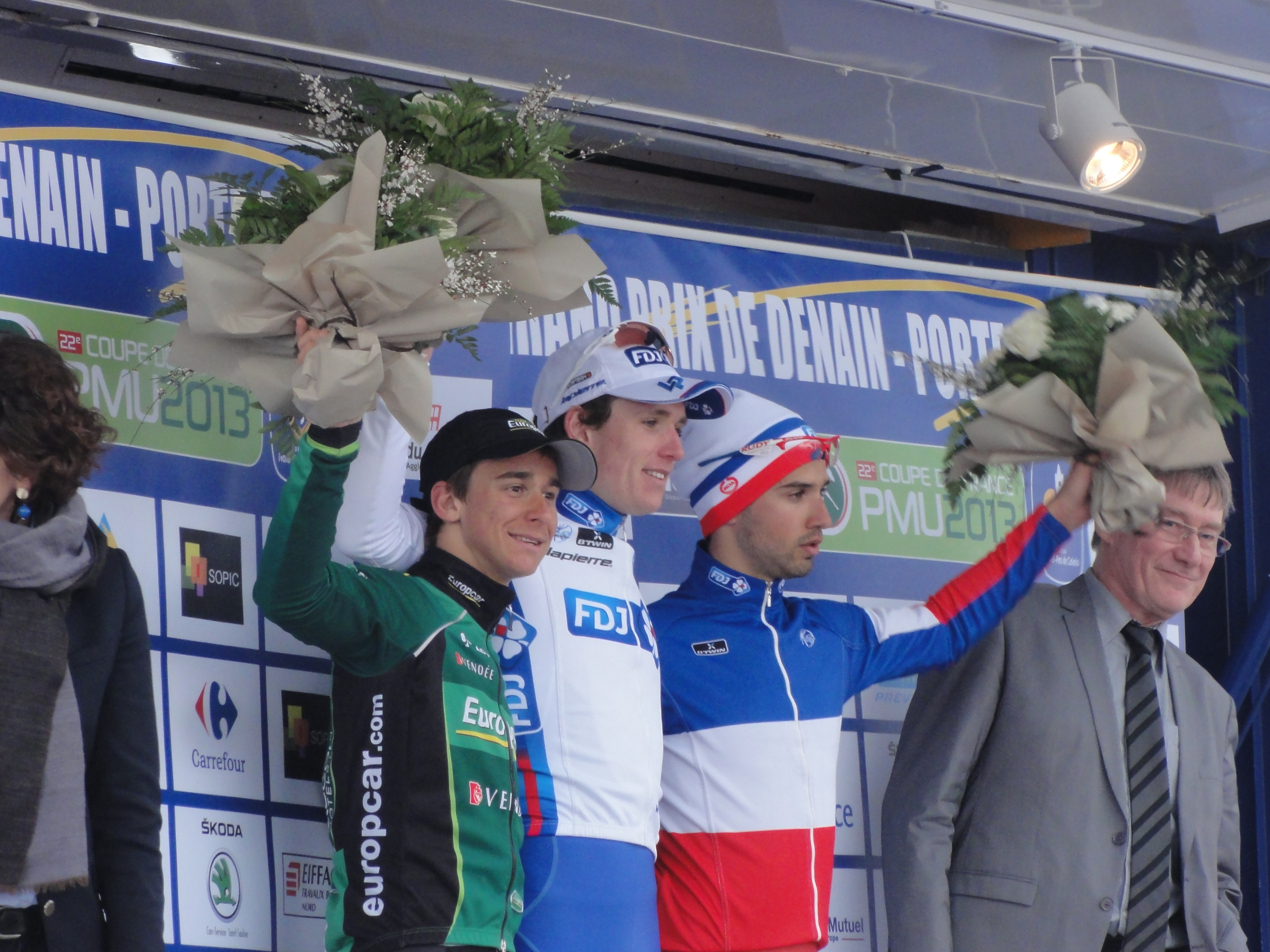
Arnaud Démare (au centre) et Nacer Bouhanni (à droite) sur le podium du Grand Prix de Denain.

Le 16 mars, Laurent Pichon est troisième de la Classic Loire-Atlantique. Le lendemain, Francis Mourey est cinquième de Cholet-Pays de Loire pendant que Yoann Offredo se classe dix-neuvième de Milan-San Remo. Le 24 mars, Thibaut Pinot est huitième du Tour de Catalogne, Matthieu Ladagnous sixième de Gand-Wevelgem et Pierrick Fédrigo huitième du Critérium international. La semaine suivante, lors des Trois Jours de La Panne, Arnaud Démare obtient deux places d'honneur lors de sprints et prend la tête de l'épreuve durant une étape. Johan Le Bon termine quatrième du classement général,. Cette semaine se termine par la cinquième place de Matthieu Ladagnous au Tour des Flandres et la victoire de Nacer Bouhanni devant Bryan Coquard (Europcar) à la Val d'Ille Classic. Bouhanni devance à nouveau Coquard trois jours plus tard lors de la deuxième étape du Circuit de la Sarthe, course marquée également par la victoire de Francis Mourey dans la dernière étape. Attendue sur Paris-Roubaix, l'équipe voit ses deux chefs de file, Offredo et Ladagnous, abandonner à la suite de deux chutes. Johan Le Bon est le meilleur représentant de l'équipe à l'arrivée en terminant vingt-sixième.

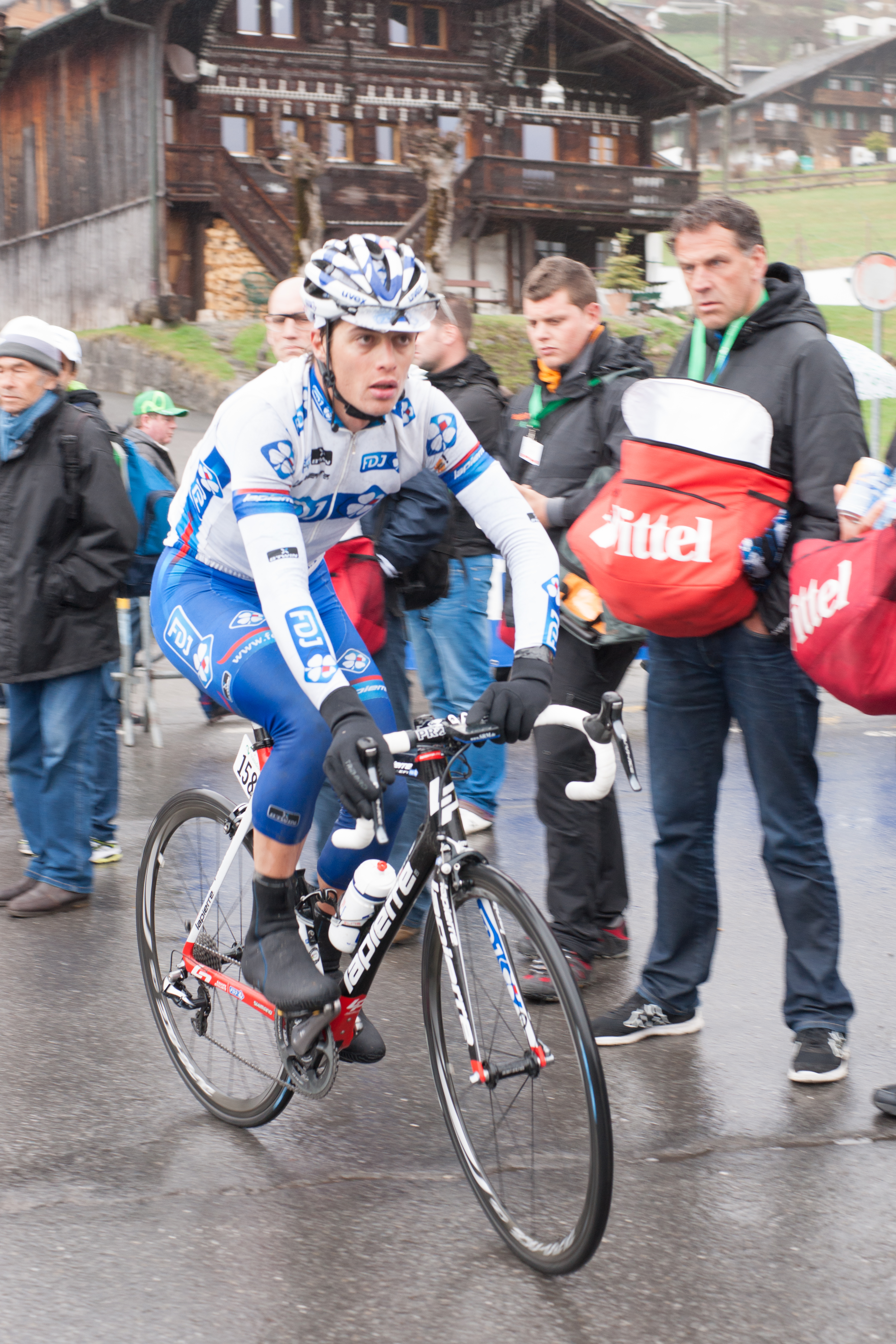
Arthur Vichot durant le Tour de Romandie.

Entre le 9 et le 14 avril, l'équipe remporte trois des quatre courses de Coupe de France au programme. Tout d'abord, Pierrick Fédrigo gagne Paris-Camembert. Deux jours plus tard, Arnaud Démare gagne au sprint le Grand Prix de Denain, Nacer Bouhanni étant troisième avant que Francis Mourey s'impose sur le Tro Bro Leon le 14 devant deux coéquipiers, Johan Le Bon et Anthony Geslin, ce dernier étant troisième du Tour du Finistère la veille. Une semaine plus tard, Mickaël Delage gagne la Roue tourangelle au sprint et Benoît Vaugrenard termine onzième de Liège-Bastogne-Liège. L'équipe FDJ termine son mois d'avril par le Tour de Romandie. Thibaut Pinot, sixième du prologue, est cinquième du classement général à la veille de l'arrivée avant de rétrograder en douzième position à l'issue du contre-la-montre final.

### Mai-juin

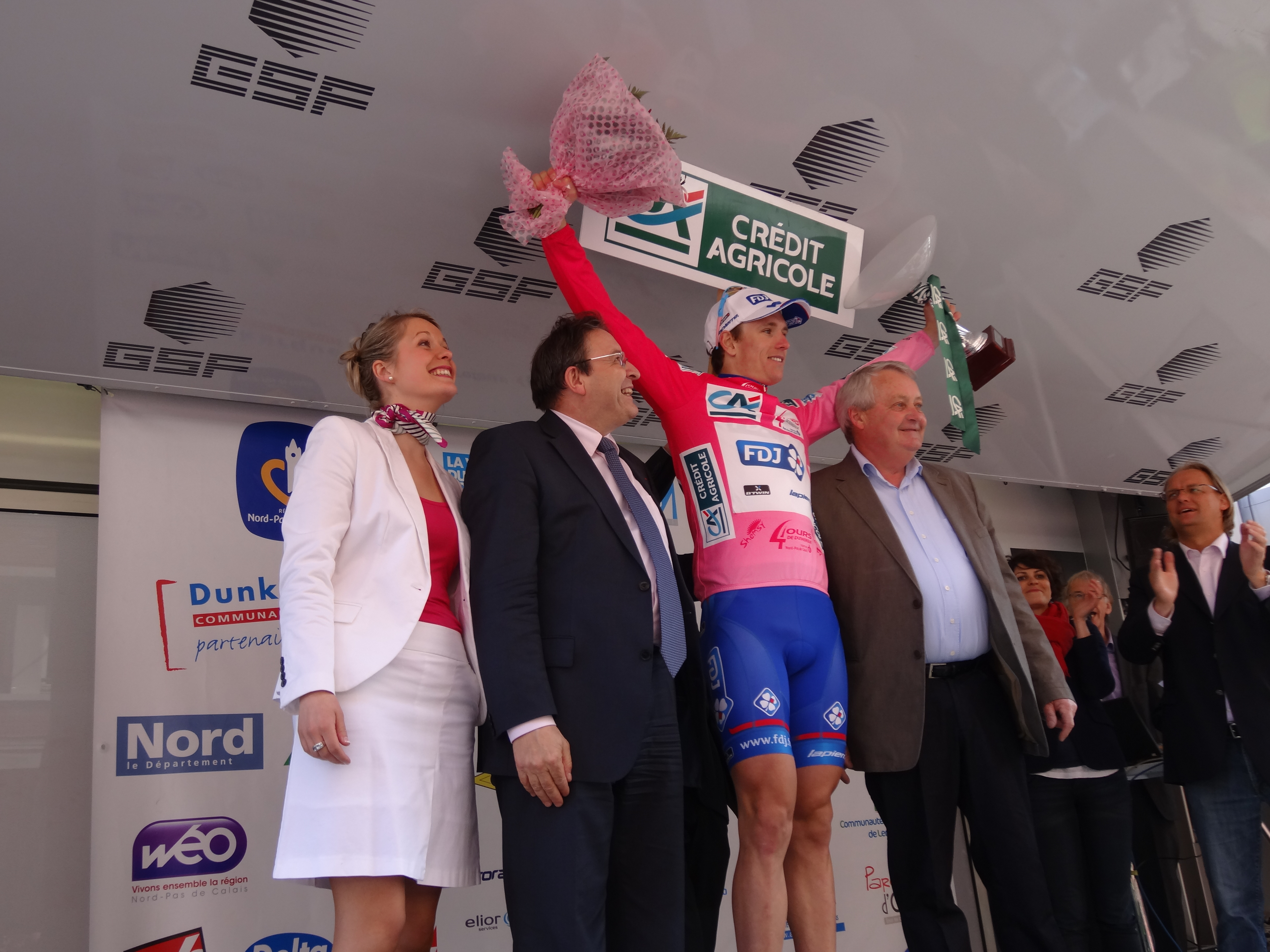
Arnaud Démare, sur le podium après sa victoire aux Quatre Jours de Dunkerque.

Au début du mois de mai, l'équipe FDJ remporte quatre victoires grâce à Arnaud Démare lors des Quatre Jours de Dunkerque : le classement général ainsi que les première, deuxième et troisième étapes au sprint. Le 4 mai, commence le premier grand tour de la saison, le Tour d'Italie. L'équipe FDJ pour ce Giro s'articule autour de Nacer Bouhanni, qui vise des victoires d'étapes, et d'Arnold Jeannesson en vue du classement général. Les autres coureurs de l'équipe sont Sandy Casar, qui ambitionne de terminer les trois grands tours de la saison en y gagnant à chaque fois une étape,, Murilo Fischer, Johan Le Bon, Francis Mourey, Laurent Pichon, Anthony Roux et Dominique Rollin, qui remplace Jussi Veikkanen, initialement sélectionné mais qui doit être opéré des dents de sagesse,. Durant la première semaine de course, FDJ est dix-neuvième du contre-la-montre par équipes, Nacer Bouhanni et Arnold Jeannesson se classent chacun dans les dix premiers d'étapes,. Sandy Casar abandonne au terme de la troisième étape en raison d'une fracture du scaphoïde, ce qui met un terme à son objectif sur les grands tours pour cette saison. Jeannesson quitte ensuite le Giro durant la neuvième étape, Bouhanni l'imite à l'issue de la douzième étape qu'il termine en deuxième position derrière Mark Cavendish (Omega Pharma-Quick Step). La semaine suivante, Arnaud Démare obtient la deuxième place de la troisième étape du Tour de Bavière. Jérémy Roy prend ensuite la cinquième place du contre-la-montre et termine finalement quatrième. Pendant que se déroule la course bavaroise, Anthony Geslin est en France deuxième du Grand Prix de Plumelec-Morbihan derrière Samuel Dumoulin (AG2R La Mondiale), ce qui lui permet de devenir premier au classement provisoire de la Coupe de France, avant que Matthieu Ladagnous ne gagne les Boucles de l'Aulne. Enfin, en Italie, Francis Mourey, vingtième, est le premier coureur de l'équipe au classement final du Giro.

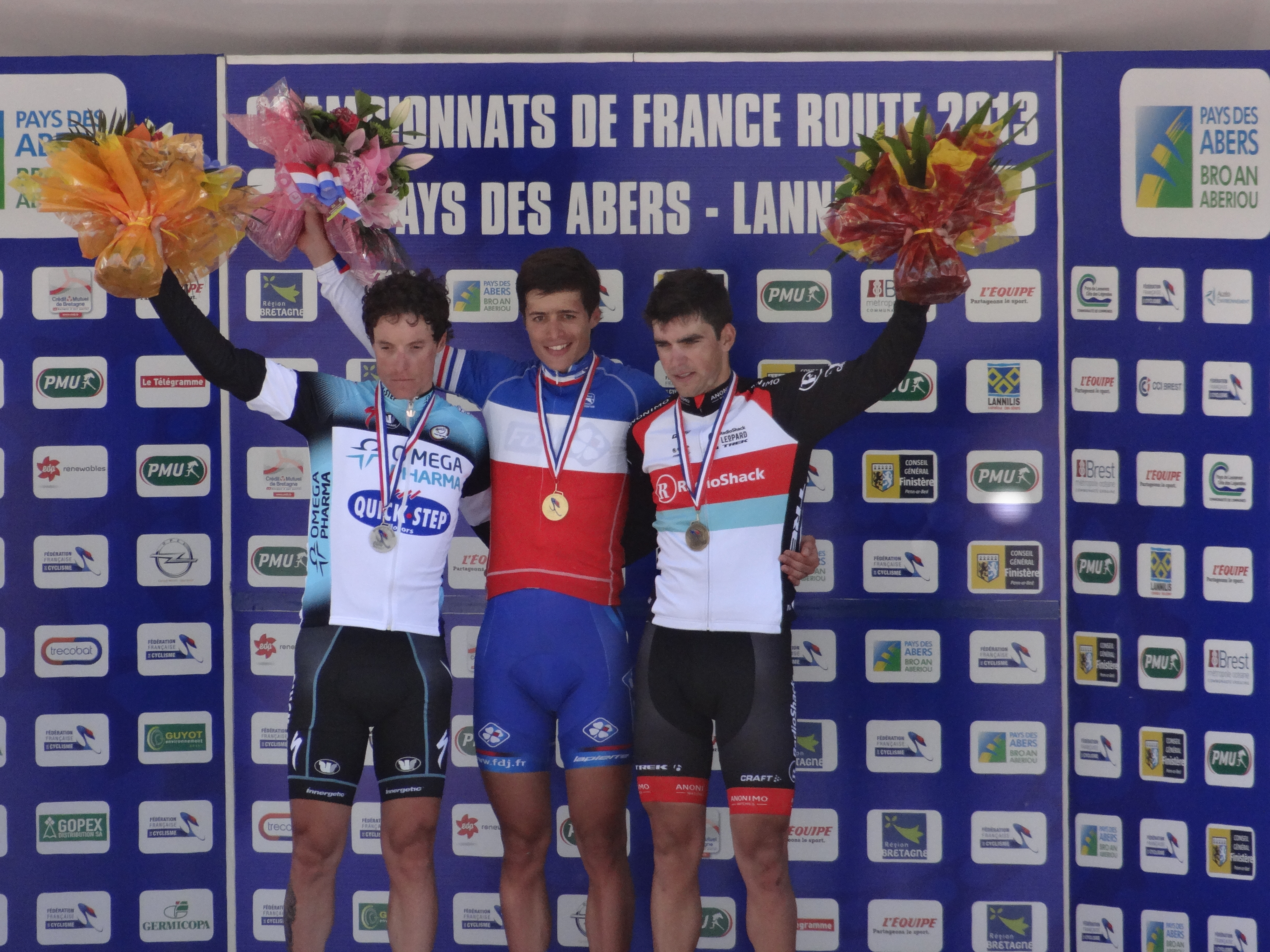
Arthur Vichot (au centre) champion de France sur route 2013.

Le 9 juin, Alexandre Geniez, douzième, est le premier coureur FDJ lors du Critérium du Dauphiné. Le même jour, Thibaut Pinot termine troisième de la première étape de montagne du Tour de Suisse, prenant ainsi la cinquième place du classement général. Arnaud Démare gagne au sprint la quatrième étape de l'épreuve suisse avant d'être troisième le lendemain d'une étape qui voit Pinot gagner une place au classement général à la suite de l'abandon de Giovanni Visconti (Movistar). Quatrième également de la dernière étape de montagne, Pinot termine ce Tour de Suisse à la quatrième place du classement général à l'issue du contre-la-montre. La même semaine, Anthony Roux termine à trois reprises dans les cinq premiers des arrivées massives de la Route du Sud. FDJ enregistre la troisième place de Nacer Bouhanni à Halle-Ingooigem, dont il était tenant du titre, avant le début des championnats nationaux en Europe. Lors des championnats de France, Jérémy Roy et Johan Le Bon terminent respectivement deuxième et troisième du contre-la-montre derrière Sylvain Chavanel (Omega Pharma-Quick Step). Le 23 juin, Arthur Vichot est sacré champion de France sur route, devant Sylvain Chavanel et Tony Gallopin (RadioShack-Leopard), permettant à l'équipe FDJ de conserver le maillot tricolore en son sein. Une semaine plus tard, Jussi Veikkanen s'impose lors du championnat de Finlande sur route.

### Juillet-août

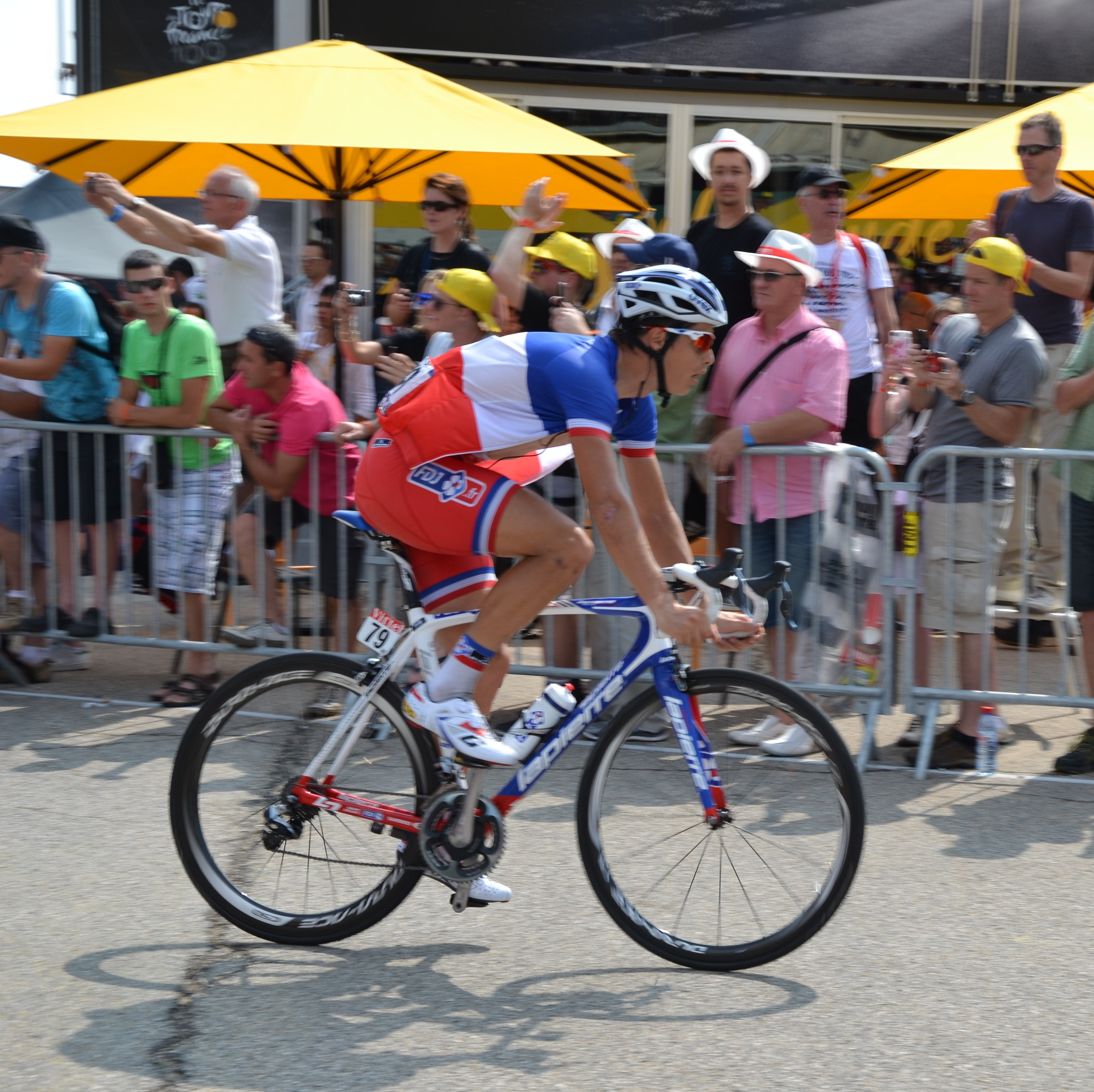
Arthur Vichot durant l'ascension du mont Ventoux.

À la veille du Tour de France, la formation française est renommée en FDJ.fr et son maillot passe d'une dominante blanche à une dominante bleue. La sélection pour le Tour, annoncée à l'issue du championnat de France sur route, a comme leader Thibaut Pinot, avec Arnold Jeannesson et Alexandre Geniez comme équipiers pour les étapes de montagne. Nacer Bouhanni est attendu sur les arrivées groupées. Les autres coureurs de la formation française sont William Bonnet, Pierrick Fédrigo, Murilo Fischer, Jérémy Roy et Arthur Vichot. Après un début de course en Corse, l'équipe est quinzième du contre-la-montre par équipes de Nice remporté par Orica-GreenEDGE. Thibaut Pinot pointe alors à quarante-deux secondes du maillot jaune Simon Gerrans (Orica-GreenEDGE). FDJ.fr voit ensuite son sprinteur Nacer Bouhanni abandonner au cours de la sixième étape à la suite d'une chute la veille et d'une gastro-entérite. Lors de la première étape de montagne pyrénéenne, Thibaut Pinot est distancé dans la descente du Port de Pailhères et perd finalement six minutes sur Christopher Froome (Sky) à l'arrivée en haut d'Ax 3 Domaines. Le lendemain, à nouveau distancé, il finit dans un gruppetto à 25 minutes, perdant toute chance au classement général. Au sortir des Pyrénées, Pinot, premier coureur FDJ.fr, est 47e à plus de 31 minutes de Froome. Après la première journée de repos, William Bonnet est cinquième de la dixième étape pendant qu'Arnold Jeannesson devient le premier coureur de l'équipe au général avec sa 44e place. Le lendemain, Jérémy Roy obtient la huitième place du premier contre-la-montre individuel. Arthur Vichot figure ensuite dans la bonne échappée de la quatorzième étape mais ne peut faire mieux que huitième d'une étape gagnée par Matteo Trentin (Omega Pharma-Quick Step). Le lendemain, Pierrick Fédrigo et Jérémy Roy s'échappent mais sont repris dans les premières pentes du mont Ventoux, Arthur Vichot conclut cette deuxième semaine en 44e position,. Atteint d'une angine dans cette deuxième semaine, Thibaut Pinot est non-partant au lendemain de la deuxième journée de repos. Dans cette troisième semaine, Arnold Jeannesson, troisième de la seizième étape et échappé dans la dix-huitième étape, ainsi qu'Alexandre Geniez, quatrième de la dix-neuvième étape, figurent aux avant-postes de la course malgré l'abandon de William Bonnet,. À l'arrivée à Paris, où Jérémy Roy s'échappe brièvement, Arnold Jeannesson est le premier coureur de l'équipe au classement général avec sa 29e place.
Au lendemain du Tour de France, Anthony Geslin, deuxième de la première étape, termine finalement deuxième du Tour de Wallonie. Arnold Jeannesson est ensuite dixième de la Classique de Saint-Sébastien sur le World Tour. Olivier Le Gac, déjà membre de la fondation FDJ, intègre l'équipe professionnelle en tant que stagiaire le 1er août, en compagnie d'Alexis Guérin et Benoît Poitevin. Ce jour-là, en World Tour, Matthieu Ladagnous obtient la deuxième place de la cinquième étape du Tour de Pologne. Trois jours plus tard, Arnaud Démare remporte au sprint la London Ride Classic. Le 8 août, Anthony Roux prend la tête du Tour de Burgos après deux quatrièmes places dans les deux premières étapes. Deuxième de la troisième étape, Roux remporte ensuite la quatrième étape après le déclassement de Daniele Ratto (Cannondale) mais il perd la tête du classement général le dernier jour au profit de Nairo Quintana (Movistar) qui gagne la dernière étape disputée en montagne,,. Le 13 août, Arnaud Démare gagne la deuxième étape de l'Eneco Tour et en prend la tête jusqu'à la quatrième étape où il la cède à Lars Boom (Belkin). Matthieu Ladagnous gagne ensuite la troisième étape du Tour du Limousin. Démare, tenant du titre de la Vattenfall Cyclassics, ne peut récidiver et se classe dixième le 25 août d'une course remportée par John Degenkolb (Argos-Shimano). Le même jour, Anthony Geslin perd la tête de la Coupe de France au profit de Bryan Coquard (Europcar), vainqueur de la Châteauroux Classic de l'Indre. La semaine suivante, Nacer Bouhanni remporte au sprint les trois premières étapes du Tour du Poitou-Charentes.
L'équipe FDJ.fr annonce sa composition pour le Tour d'Espagne le 13 août. Celle-ci est centrée autour de Thibaut Pinot, qui se prépare à la Vuelta en terminant sixième du Tour de l'Ain. Il est accompagné d'Arnaud Courteille, Kenny Elissonde, Alexandre Geniez, Laurent Mangel, Cédric Pineau, Anthony Roux, Geoffrey Soupe et Jussi Veikkanen. FDJ.fr commence cette Vuelta par une seizième place en contre-la-montre par équipes à 1 minute 25 secondes d'Astana. La première semaine de course est marquée par les échappées de Veikkanen et de Courteille lors des quatrième et cinquième étapes,. Le 31 août, Thibaut Pinot est quatrième de la huitième étape, se classant alors treizième du classement général à 1 minute 37 secondes de Nicolas Roche (Saxo-Tinkoff).

### Fin de saison sur route puis cyclo-cross

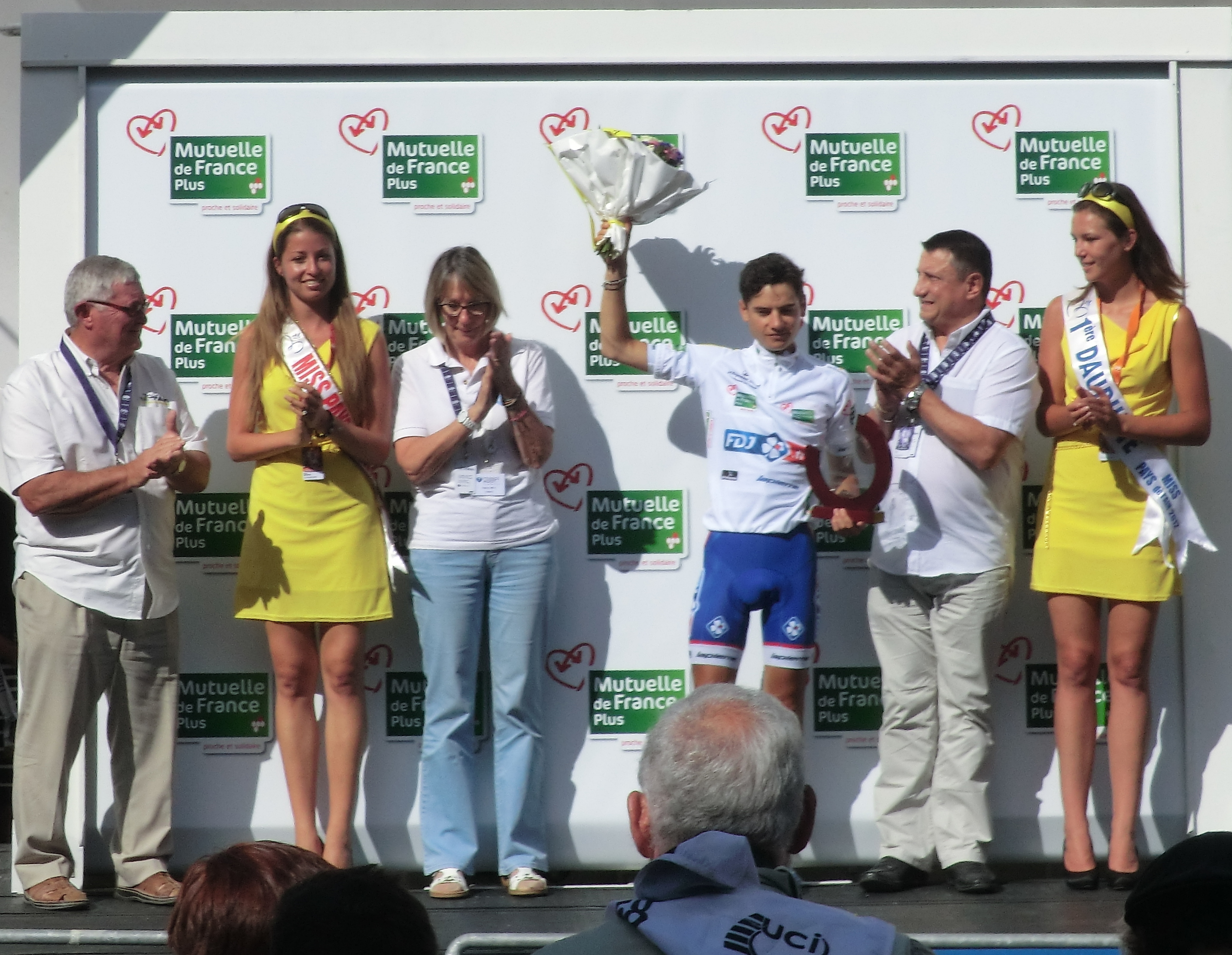
Kenny Elissonde, ici au Tour de l'Ain, s'impose au sommet de l'Angliru sur le Tour d'Espagne.

Au début du mois de septembre, Sandy Casar, qui a fait toute sa carrière professionnelle dans l'équipe sous ses différentes appellations successives, annonce la fin de sa carrière. Sur le Tour d'Espagne, la dixième étape, qui marque le début de la haute montagne, voit Thibaut Pinot finir en sixième position et intégrer les dix premiers du classement général avec son huitième rang à 3 minutes 11 secondes de Christopher Horner (RadioShack-Leopard). Au lendemain de la journée de repos, Pinot conserve ce classement après le contre-la-montre. Dans les Pyrénées, Pinot devient septième du classement général au terme de la quatorzième étape marquée par l'apparition de la pluie et une chute de la température et où il profite de l'abandon d'Ivan Basso (Cannondale), atteint d'une hypothermie. Le lendemain, Alexandre Geniez, élu combatif du jour, gagne la quinzième étape à Peyragudes. Le même jour, FDJ.fr obtient une autre victoire grâce à Nacer Bouhanni qui s'impose au sprint lors du Grand Prix de Fourmies au lendemain d'une troisième place sur la Brussels Cycling Classic,. À la veille de la deuxième journée de repos, Thibaut Pinot est septième du classement général à 4 minutes 37 secondes du maillot rouge Vincenzo Nibali (Astana). À la suite d'une bordure initiée par Saxo-Tinkoff, Pinot perd 1 minute 30 secondes sur les protagonistes du général lors de la dix-septième étape. Deux jours plus tard, le Français perd une place au général au profit de Leopold König (NetApp-Endura) à l'issue de la montée du Naranco dans la dix-neuvième étape. La montée de l'Alto de l'Angliru permet à Pinot de reprendre la septième place à König et voit Kenny Elissonde s'imposer au sommet. Finalement, Thibaut Pinot est septième de cette Vuelta à 8 minutes 41 secondes du vainqueur, Christopher Horner.
Parallèlement à la fin du Tour d'Espagne, sur le World Tour, Arthur Vichot est deuxième du Grand Prix cycliste de Québec derrière Robert Gesink (Belkin). Anthony Geslin reprend la première place de la Coupe de France à Bryan Coquard (Europcar) grâce à sa huitième place au Tour du Doubs. La semaine suivante, Laurent Mangel est quatrième du Grand Prix de la Somme puis Arnaud Démare gagne au sprint le Grand Prix d'Isbergues. Pour l'équipe, cette course voit cependant Bryan Coquard reprendre la tête de la Coupe de France à Anthony Geslin. Nacer Bouhanni est ensuite deuxième derrière Marcel Kittel (Argos-Shimano) du Circuit du Houtland le 25 septembre.

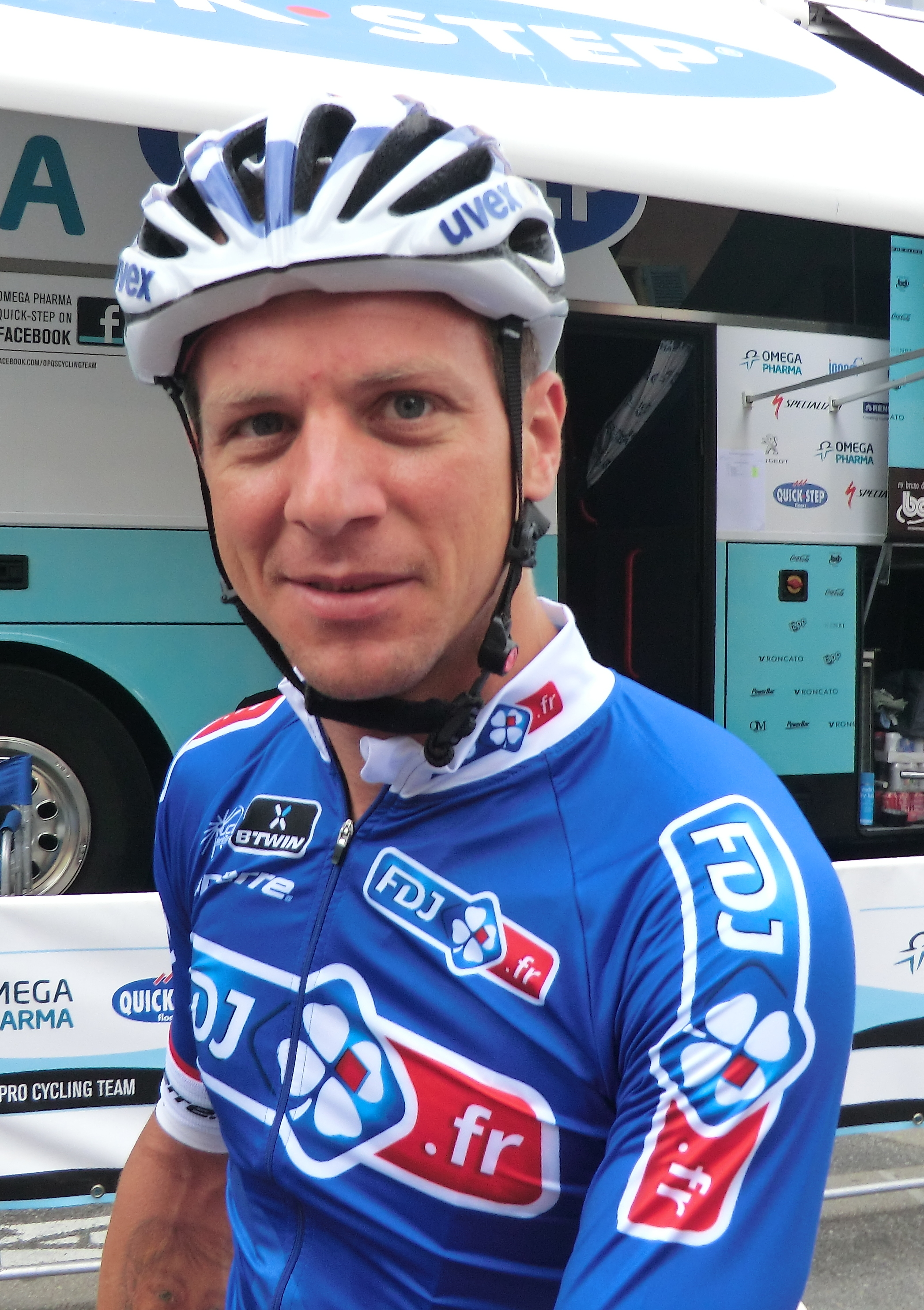
Francis Mourey, ici au Tour de l'Ain, participe à partir de septembre aux épreuves de cyclo-cross.

Le 20 septembre, la sélection de l'équipe pour le contre-la-montre par équipes des championnats du monde de Florence est annoncée. Les six coureurs retenus sont Alexandre Geniez, Matthieu Ladagnous, Johan Le Bon, Yoann Offredo, Dominique Rollin et Jérémy Roy. FDJ.fr termine quinzième à 3 minutes 19 secondes d'Omega Pharma-Quick Step. Trois jours plus tard, Roy participe pour l'équipe de France au contre-la-montre individuel et en prend la vingt-neuvième place à 4 minutes 27 secondes du vainqueur allemand Tony Martin. Plusieurs coureurs de l'équipe participent à la course en ligne. Ainsi figurent Thibaut Pinot, Anthony Roux et Arthur Vichot pour la France, Murilo Fischer pour le Brésil et Jussi Veikkanen pour la Finlande. Alexandre Geniez est présent en équipe de France avant la course en tant que remplaçant. Le premier coureur de l'équipe est Arthur Vichot qui se classe dix-huitième. Après ces championnats du monde, Arnaud Démare obtient un podium sur la troisième étape de l'Eurométropole Tour puis Nacer Bouhanni remporte le Tour de Vendée, dernière manche de la Coupe de France, dont Anthony Geslin est troisième finalement et FDJ.fr gagnante du classement par équipes. Le même jour, Thibaut Pinot est douzième du Tour de Lombardie. La semaine suivante, Arnaud Démare est deuxième de Paris-Bourges puis troisième de Paris-Tours, deux courses gagnées au sprint par John Degenkolb (Argos-Shimano). FDJ.fr obtient au Tour de Pékin, dernière épreuve World Tour de l'année, deux succès par Nacer Bouhanni lors des deuxième et troisième étapes ainsi qu'une deuxième place du Français derrière Luka Mezgec (Argos-Shimano) sur la dernière étape,. Johan Le Bon termine la saison sur route en étant cinquième du Chrono des Nations-Les Herbiers-Vendée. Au classement final du World Tour, l'équipe termine dix-septième du classement par équipes alors que le meilleur coureur en individuel est Thibaut Pinot, trente-troisième.
En cyclo-cross, Francis Mourey obtient deux deuxièmes places sur les épreuves de Baden le 15 septembre et de Dielsdorf le 6 octobre. Il obtient ensuite le 12 octobre une quatrième place lors du Grand Prix de la Région wallonne de Dottignies avant de remporter le lendemain la première manche du Challenge la France cycliste de cyclo-cross à Saint-Étienne-lès-Remiremont. Mourey termine octobre par une quatrième place à Tábor, lieu de la deuxième manche de la Coupe du monde de cyclo-cross puis une victoire dans l'épreuve de Steinmaur. Mourey gagne ensuite en novembre l'épreuve de Marle pour la septième fois d'affilée, les épreuves allemandes de Wiesbaden et de Lorsch, la deuxième manche du Challenge la France cycliste à Quelneuc puis obtient la deuxième place de l'étape de coupe du monde de Coxyde. Il est ensuite en décembre deuxième à Sion avant de gagner à Faè di Oderzo, à Namur sur le cyclo-cross de la Citadelle en coupe du monde, à Dagmersellen et à Flamanville, cette dernière victoire lui permettant d'être premier du Challenge la France cycliste.

## Coureurs et encadrement technique

### Effectif
L'effectif de l'équipe FDJ.fr pendant la saison 2013 est composé de 29 coureurs dont vingt-six Français, un Brésilien, un Canadien et un Finlandais. Le 1er août, les Français Olivier Le Gac, Alexis Guérin et Benoît Poitevin deviennent stagiaires au sein de la formation française,.
| Cycliste           | Date de naissance | Nationalité | Équipe 2012          |
| ------------------ | ----------------- | ----------- | -------------------- |
| William Bonnet     | 25 juin 1982      | France      | FDJ-BigMat           |
| David Boucher      | 17 mars 1980      | France      | FDJ-BigMat           |
| Nacer Bouhanni     | 25 juillet 1990   | France      | FDJ-BigMat           |
| Sandy Casar        | 2 février 1979    | France      | FDJ-BigMat           |
| Arnaud Courteille  | 13 mars 1989      | France      | FDJ-BigMat           |
| Mickaël Delage     | 6 août 1985       | France      | FDJ-BigMat           |
| Arnaud Démare      | 26 août 1991      | France      | FDJ-BigMat           |
| Kenny Elissonde    | 22 juillet 1991   | France      | FDJ-BigMat           |
| Pierrick Fédrigo   | 30 novembre 1978  | France      | FDJ-BigMat           |
| Murilo Fischer     | 16 juin 1979      | Brésil      | Garmin-Sharp         |
| Alexandre Geniez   | 16 avril 1988     | France      | Argos-Shimano        |
| Anthony Geslin     | 9 juin 1980       | France      | FDJ-BigMat           |
| Arnold Jeannesson  | 15 janvier 1986   | France      | FDJ-BigMat           |
| Matthieu Ladagnous | 12 décembre 1984  | France      | FDJ-BigMat           |
| Johan Le Bon       | 3 octobre 1990    | France      | Bretagne-Schuller    |
| Laurent Mangel     | 22 mai 1981       | France      | Saur-Sojasun         |
| Francis Mourey     | 8 décembre 1980   | France      | FDJ-BigMat           |
| Yoann Offredo      | 12 novembre 1986  | France      | FDJ-BigMat           |
| Laurent Pichon     | 19 juillet 1986   | France      | Bretagne-Schuller    |
| Cédric Pineau      | 8 mai 1985        | France      | FDJ-BigMat           |
| Thibaut Pinot      | 29 mai 1990       | France      | FDJ-BigMat           |
| Dominique Rollin   | 29 octobre 1982   | Canada      | FDJ-BigMat           |
| Anthony Roux       | 18 avril 1987     | France      | FDJ-BigMat           |
| Jérémy Roy         | 22 juin 1983      | France      | FDJ-BigMat           |
| Geoffrey Soupe     | 22 mars 1988      | France      | FDJ-BigMat           |
| Benoît Vaugrenard  | 5 janvier 1982    | France      | FDJ-BigMat           |
| Jussi Veikkanen    | 29 mars 1981      | Finlande    | FDJ-BigMat           |
| Arthur Vichot      | 26 novembre 1988  | France      | FDJ-BigMat           |
| Émilien Viennet    | 6 février 1992    | France      | CC Étupes            |
| Stagiaire          | Date de naissance | Nationalité | Équipe 2013          |
| Alexis Guérin      | 6 juin 1992       | France      | Entente Sud Gascogne |
| Olivier Le Gac     | 27 août 1993      | France      | BIC 2000             |
| Benoît Poitevin    | 5 mai 1991        | France      | UC Nantes Atlantique |

### Encadrement

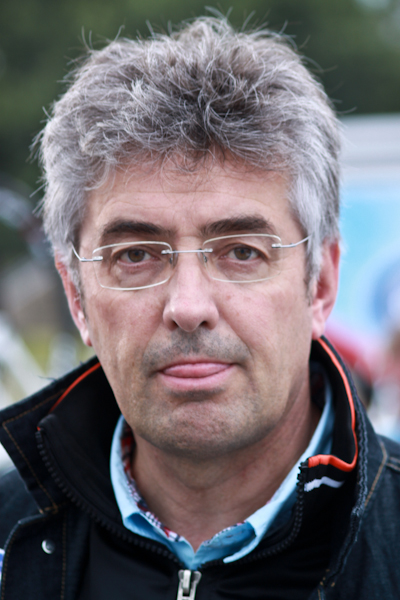
Marc Madiot, ici en 2011, est à la tête de l'équipe FDJ.fr.

FDJ.fr est dirigée par Marc Madiot. Cinq directeurs sportifs encadrent les coureurs : Marc Madiot, Yvon Madiot, Thierry Bricaud, Martial Gayant et Franck Pineau,. Marc Madiot mène l'équipe depuis le lancement du projet de création de cette formation en 1996 et est manager sportif en plus du poste de directeur sportif. Yvon Madiot, frère de Marc, l'accompagne dans l'encadrement technique depuis le début. Il est particulièrement chargé de la formation et de la recherche de jeunes coureurs par l'intermédiaire de la fondation FDJ,. Franck Pineau intègre l'équipe dirigée par Marc Madiot en août 2000. Il a comme particularité d'avoir parmi les coureurs de l'équipe son fils Cédric,. Martial Gayant a été directeur sportif de l'équipe Saint-Quentin-Oktos en 1999 et 2000 avant de rejoindre la formation La Française des Jeux en 2001. Thierry Bricaud a été directeur sportif à la fin des années 1990 dans la formation Vendée U de Jean-René Bernaudeau puis a occupé la même fonction dans la formation Bonjour lors de sa fondation en 2000 par Bernaudeau. Bricaud a travaillé dans cette équipe jusqu'en 2004. Après avoir collaboré avec l'équipe de Marc Madiot sur le Critérium du Dauphiné libéré 2005, Bricaud intègre à plein temps l'encadrement de La Française des Jeux en 2006. Frédéric Guesdon, coureur de l'équipe de 1997 à 2012, intervient également ponctuellement comme directeur sportif à partir de Tirreno-Adriatico.
Sur le plan médical, l'encadrement comprend plusieurs médecins. Olivier Laroche est spécialisé en nutrition. Gérard Guillaume est membre de l'encadrement depuis 1999. Salarié directement du sponsor, et non de l'équipe, son recrutement a été fait dans l'optique d'éviter les pratiques dopantes. Depuis, il est classé comme un médecin luttant contre le dopage dans le cyclisme,. Yann Mossler complète cet encadrement. En plus de ces médecins, Denis Troch, ancien entraîneur d'équipe de football reconverti entraîneur mental d'abord en entreprise puis dans le milieu cycliste, prend en charge la préparation mentale depuis 2010,.
Les entraîneurs sont Frédéric Grappe, Jacques Decrion et Julien Pinot. Julien Pinot, frère de Thibaut, poursuit parallèlement à son travail un doctorat en sciences du sport. Il intervient également ponctuellement comme directeur sportif. En dehors de FDJ.fr, Pinot entraîne d'autres coureurs comme Warren Barguil (Argos-Shimano). Jacques Decrion, coureur cycliste professionnel à la fin des années 1980, est chargé de l'entraînement d'une douzaine de coureurs de l'équipe. Il est également ponctuellement directeur sportif. Frédéric Grappe, titulaire d'un doctorat en biomécanique et physiologie de l'entraînement sportif, est entraîneur dans l'équipe de Marc Madiot depuis 2000. Au sein de la formation, il est conseiller technique pour les coureurs et s'occupe de dresser un profil de puissance personnalisé à chaque sportif. Il supervise également le travail de Julien Pinot et de Jacques Decrion et s'implique dans la détection de jeunes coureurs et le développement du matériel. Parallèlement à son travail dans l'équipe, il est enseignant-chercheur à l'université de Besançon et forme Julien Pinot,.

## Bilan de la saison
Victorieuse à vingt-quatre reprises sur route en 2012, FDJ.fr obtient en 2013 trente-trois succès, ce qui en fait la sixième équipe World Tour ayant le plus gagné durant la saison,, ainsi que le record de victoires de l'équipe sur une saison depuis sa création. Nacer Bouhanni, avec onze victoires, et Arnaud Démare, neuf fois victorieux, sont les principaux pourvoyeurs de victoires de la formation,.
Le Tour de France est un objectif raté par l'équipe FDJ.fr. Le chef de file pour le classement général, Thibaut Pinot, gêné de façon récurrente dans la saison par une peur dans les descentes de cols, est distancé de cette façon dès la première étape de montagne avant d'abandonner ensuite malade. Nacer Bouhanni, attendu dans les sprints, chute et abandonne également à la suite d'une maladie,. À l'inverse, la structure française réussit son Tour d'Espagne qui est marqué par la septième place de Pinot et deux victoires d'étapes en montagne pour Alexandre Geniez et Kenny Elissonde. Sur les autres courses par étapes du World Tour, Pinot est également quatrième du Tour de Suisse et huitième du Tour de Catalogne, ce qui marque une progression pour lui malgré une absence de victoires.
Du côté, des sprints, Arnaud Démare et Nacer Bouhanni, auteurs de 60 % des victoires de FDJ.fr dans la saison, figurent parmi les meilleurs sprinteurs mondiaux et ont dominé à un moment donné dans la saison l'ensemble de leurs concurrents à l'exception de Mark Cavendish (Omega Pharma-Quick Step) et Marcel Kittel (Argos-Shimano). Néanmoins, ils sont attendus à des résultats supérieurs en 2014, notamment pour Démare,.
Sur les courses d'un jour, la formation obtient des places d'honneur lors des classiques flandriennes grâce à Matthieu Ladagnous mais ne réussit pas à s'imposer malgré la présence de coureurs spécialistes de ces épreuves comme Yoann Offredo,. Alors que les classiques sont décevantes, Arthur Vichot gagne de son côté le championnat de France sur route et obtient la deuxième place du Grand Prix cycliste de Québec en World Tour,.
Si la plupart des résultats sont obtenus par des coureurs jeunes, les plus expérimentés ont eux déçu. Sandy Casar, blessé sur chute au Tour d'Italie, ne peut atteindre son objectif de terminer les trois grands tours. Pierrick Fédrigo n'a gagné que Paris-Camembert et d'autres coureurs comme Laurent Mangel ou Anthony Geslin ne remportent pas de victoire. Francis Mourey réussit le Tour d'Italie qu'il finit vingtième. En fin d'année, Mourey obtient plusieurs victoires en cyclo-cross dont une étape de Coupe du monde.
Marc Madiot, directeur de l'équipe, déclare en fin de saison qu'elle a rempli ses objectifs malgré la déception du Tour de France. Il met l'accent sur le nombre de coureurs différents ayant gagné une épreuve.

### Victoires

#### Sur route
| Date       | Course                                           | Pays        | Classe | Vainqueur          |
| ---------- | ------------------------------------------------ | ----------- | ------ | ------------------ |
| 03/02/2013 | 6e étape de l'Étoile de Bessèges                 | France      | 2.1    | Anthony Roux       |
| 16/02/2013 | 6e étape du Tour d'Oman                          | Oman        | 2.HC   | Nacer Bouhanni     |
| 17/02/2013 | Classement général du Tour du Haut-Var           | France      | 2.1    | Arthur Vichot      |
| 04/03/2013 | 1re étape de Paris-Nice                          | France      | WT     | Nacer Bouhanni     |
| 31/03/2013 | Val d'Ille Classic                               | France      | 1.1    | Nacer Bouhanni     |
| 03/04/2013 | 2e étape du Circuit de la Sarthe                 | France      | 2.1    | Nacer Bouhanni     |
| 05/04/2013 | 5e étape du Circuit de la Sarthe                 | France      | 2.1    | Francis Mourey     |
| 09/04/2013 | Paris-Camembert                                  | France      | 1.1    | Pierrick Fédrigo   |
| 11/04/2013 | Grand Prix de Denain                             | France      | 1.1    | Arnaud Démare      |
| 14/04/2013 | Tro Bro Leon                                     | France      | 1.1    | Francis Mourey     |
| 21/04/2013 | Roue tourangelle                                 | France      | 1.1    | Mickaël Delage     |
| 01/05/2013 | 1re étape des Quatre Jours de Dunkerque          | France      | 2.HC   | Arnaud Démare      |
| 02/05/2013 | 2e étape des Quatre Jours de Dunkerque           | France      | 2.HC   | Arnaud Démare      |
| 03/05/2013 | 3e étape des Quatre Jours de Dunkerque           | France      | 2.HC   | Arnaud Démare      |
| 05/05/2013 | Classement général des Quatre Jours de Dunkerque | France      | 2.HC   | Arnaud Démare      |
| 26/05/2013 | Boucles de l'Aulne                               | France      | 1.1    | Matthieu Ladagnous |
| 11/06/2013 | 4e étape du Tour de Suisse                       | Suisse      | WT     | Arnaud Démare      |
| 23/06/2013 | Championnat de France sur route                  | France      | CN     | Arthur Vichot      |
| 30/06/2013 | Championnat de Finlande sur route                | Finlande    | CN     | Jussi Veikkanen    |
| 04/08/2013 | London Ride Classic                              | Royaume-Uni | 1.1    | Arnaud Démare      |
| 10/08/2013 | 4e étape du Tour de Burgos                       | Espagne     | 2.HC   | Anthony Roux       |
| 13/08/2013 | 2e étape de l'Eneco Tour                         | Belgique    | WT     | Arnaud Démare      |
| 22/08/2013 | 3e étape du Tour du Limousin                     | France      | 2.1    | Matthieu Ladagnous |
| 27/08/2013 | 1re étape du Tour du Poitou-Charentes            | France      | 2.1    | Nacer Bouhanni     |
| 28/08/2013 | 2e étape du Tour du Poitou-Charentes             | France      | 2.1    | Nacer Bouhanni     |
| 29/08/2013 | 3e étape du Tour du Poitou-Charentes             | France      | 2.1    | Nacer Bouhanni     |
| 08/09/2013 | Grand Prix de Fourmies                           | France      | 1.HC   | Nacer Bouhanni     |
| 08/09/2013 | 15e étape du Tour d'Espagne                      | Espagne     | WT     | Alexandre Geniez   |
| 14/09/2013 | 20e étape du Tour d'Espagne                      | Espagne     | WT     | Kenny Elissonde    |
| 22/09/2013 | Grand Prix d'Isbergues                           | France      | 1.1    | Arnaud Démare      |
| 06/10/2013 | Tour de Vendée                                   | France      | 1.HC   | Nacer Bouhanni     |
| 12/10/2013 | 2e étape du Tour de Pékin                        | Chine       | WT     | Nacer Bouhanni     |
| 13/10/2013 | 3e étape du Tour de Pékin                        | Chine       | WT     | Nacer Bouhanni     |

#### En cyclo-cross
| Date       | Course                                                                       | Pays      | Classe | Vainqueur         |
| ---------- | ---------------------------------------------------------------------------- | --------- | ------ | ----------------- |
| 02/01/2013 | Cyclo Cross Bussnang, Bussnang                                               | Suisse    | C2     | Francis Mourey    |
| 13/01/2013 | Championnat de France de cyclo-cross                                         | France    | CN     | Francis Mourey    |
| 27/01/2013 | Cyclo-cross International du Mingant Lanarvily, Lanarvily                    | France    | C2     | Arnold Jeannesson |
| 13/10/2013 | Challenge la France cycliste de cyclo-cross #1, Saint-Étienne-lès-Remiremont | France    | C2     | Francis Mourey    |
| 27/10/2013 | 52. Internationales Radquer Steinmaur, Steinmaur                             | Suisse    | C2     | Francis Mourey    |
| 01/11/2013 | Cyclo-cross international de Marle, Marle                                    | France    | C2     | Francis Mourey    |
| 09/11/2013 | Internationales Cross Wochenende Wiesbaden, Wiesbaden                        | Allemagne | C2     | Francis Mourey    |
| 10/11/2013 | GGEW City Cross Cup, Lorsch                                                  | Allemagne | C1     | Francis Mourey    |
| 17/11/2013 | Challenge la France cycliste de cyclo-cross #2, Quelneuc                     | France    | C2     | Francis Mourey    |
| 08/12/2013 | Ciclocross del Ponte, Faè di Oderzo                                          | Italie    | C2     | Francis Mourey    |
| 22/12/2013 | Coupe du monde #4, Namur                                                     | Belgique  | CDM    | Francis Mourey    |
| 26/12/2013 | Internationales Radquer Dagmersellen, Dagmersellen                           | Suisse    | C2     | Francis Mourey    |
| 29/12/2013 | Challenge la France cycliste de cyclo-cross #3, Flamanville                  | France    | C2     | Francis Mourey    |

### Résultats sur les courses majeures
Les tableaux suivants représentent les résultats de l'équipe dans les principales courses du calendrier international (les cinq classiques majeures et les trois grands tours). Pour chaque épreuve est indiqué le meilleur coureur de l'équipe, son classement ainsi que les accessits glanés par FDJ.fr sur les courses de trois semaines.

#### Classiques
| Classique            | Milan-San Remo      | Tour des Flandres       | Paris-Roubaix      | Liège-Bastogne-Liège    | Tour de Lombardie   |
| -------------------- | ------------------- | ----------------------- | ------------------ | ----------------------- | ------------------- |
| Coureur (classement) | Yoann Offredo (19e) | Matthieu Ladagnous (5e) | Johan Le Bon (26e) | Benoît Vaugrenard (11e) | Thibaut Pinot (12e) |

#### Grands tours
| Grand tour           | Tour d'Italie        | Tour de France          | Tour d'Espagne                                             |
| -------------------- | -------------------- | ----------------------- | ---------------------------------------------------------- |
| Coureur (classement) | Francis Mourey (20e) | Arnold Jeannesson (29e) | Thibaut Pinot (7e)                                         |
| Accessits            | -                    | -                       | 2 victoires d'étapes (Alexandre Geniez et Kenny Elissonde) |

### Classement UCI
FDJ.fr termine à la dix-septième place du World Tour avec 338 points. Ce total est obtenu par l'addition des points des cinq meilleurs coureurs de l'équipe au classement individuel que sont Thibaut Pinot, 33e avec 146 points, Matthieu Ladagnous, 67e avec 76 points, Arthur Vichot, 76e avec 60 points, Nacer Bouhanni, 98e avec 36 points, et Alexandre Geniez, 123e avec 20 points,. Le championnat du monde du contre-la-montre par équipes terminé à la 15e place ne rapporte aucun point.
| Rang | Coureur            | Points |
| ---- | ------------------ | ------ |
| 33   | Thibaut Pinot      | 146    |
| 67   | Matthieu Ladagnous | 76     |
| 76   | Arthur Vichot      | 60     |
| 98   | Nacer Bouhanni     | 36     |
| 122  | Arnaud Démare      | 20     |
| 123  | Alexandre Geniez   | 20     |
| 132  | Kenny Elissonde    | 16     |
| 153  | Arnold Jeannesson  | 9      |
| 172  | Jussi Veikkanen    | 4      |
| 189  | Francis Mourey     | 2      |
| 200  | William Bonnet     | 2      |
| 218  | Anthony Geslin     | 1      |
| 225  | Geoffrey Soupe     | 1      |